# Acidaliodes excisa
Acidaliodes excisa là một loài bướm đêm trong họ Noctuidae.